# Чаяче
Ча́яче (рос. Чаячье) — село у складі Топчихинського району Алтайського краю, Росія. Входить до складу Сидоровської сільської ради.

## Населення
Населення — 71 особа (2010; 117 у 2002).
Національний склад (станом на 2002 рік):
- росіяни — 97 %